# Kryterium Dirichleta zbieżności szeregów liczbowych
Kryterium Dirichleta – kryterium zbieżności szeregów o wyrazach dowolnych udowodnione przez Petera Gustawa Dirichleta. Kryterium to może być postrzegane jako szczególny przypadek kryterium Dirichleta zbieżności szeregów funkcyjnych.

## Kryterium
Niech {\displaystyle (a_{n})_{n=1}^{\infty },(b_{n})_{n=1}^{\infty }} będą ciągami liczb rzeczywistych. Jeżeli
- ciąg sum częściowych

{\displaystyle \left(\sum _{k=1}^{n}a_{k}\right)_{n=1}^{\infty }}
jest ograniczony,
- {\displaystyle (b_{n})_{n=1}^{\infty }} jest ciągiem liczb rzeczywistych, który jest monotoniczny i zbieżny do 0,

to szereg
{\displaystyle \sum _{n=1}^{\infty }a_{n}b_{n}}
jest zbieżny.

## Dowód
Niech {\displaystyle (s_{n})_{n=1}^{\infty }} oznacza ciąg sum częściowych ciągu {\displaystyle (a_{n})_{n=1}^{\infty },} tj.
{\displaystyle s_{n}=\sum _{j=1}^{n}a_{j}\quad (n\in \mathbb {N} ).}
Z ograniczności ciągu {\displaystyle (s_{n})_{n=1}^{\infty }} wynika istnienie takiej liczby {\displaystyle r>0,} że dla każdego {\displaystyle n}
{\displaystyle |s_{n}|\leqslant r.}
Stąd, dla dowolnych liczb naturalnych {\displaystyle n,k\in \mathbb {N} } zachodzi
|  |  | {\displaystyle \|a_{n+1}+\ldots +a_{n+k}\|=\|s_{n+k}-s_{n}\|\leqslant \|s_{n+k}\|+\|s_{n}\|\leqslant 2r.} |  | (1) |

Stosując przekształcenie Abela, otrzymujemy:
{\displaystyle a_{n+1}b_{n+1}+\ldots +a_{n+k}b_{n+k}=(b_{n+1}-b_{n+2})a_{n+1}+(b_{n+2}-b_{n+3})(a_{n+1}+a_{n+2})+\ldots +(b_{n+k-1}-b_{n+k})(a_{n+1}+\ldots +a_{n+k-1})+b_{n+k}(a_{n+1}+\ldots +a_{n+k}).}
Nakładając na obie strony wartość bezwzględną oraz uwzględniając (1) i monotoniczność ciągu {\displaystyle (b_{n}),} dostajemy
{\displaystyle |a_{n+1}b_{n+1}+\ldots +a_{n+k}b_{n+k}|\leqslant 2r((b_{n+1}-b_{n+2})+(b_{n+2}-b_{n+3})+\ldots +(b_{n+k-1}-b_{n+k})+b_{n+k})=2rb_{n+1}.}
Zatem
{\displaystyle |a_{n+1}b_{n+1}+\ldots +a_{n+k}b_{n+k}|\leqslant 2rb_{n+1}.}
Niech {\displaystyle \varepsilon >0.} Na mocy założenia o zbieżności ciągu {\displaystyle (b_{n})_{n=1}^{\infty }} istnieje takie {\displaystyle n_{0},} że dla każdego {\displaystyle n\geqslant n_{0}}
{\displaystyle b_{n}<\varepsilon /2r.}
Ponieważ powyższa nierówność jest prawdziwa dla każdego {\displaystyle k,} szereg
{\displaystyle \sum _{n=1}^{\infty }a_{n}b_{n}}
spełnia warunek Cauchy’ego.

## Literatura dodatkowa
- Konrad Knopp, Theory and Application of Infinite Series, London-Glasgow: Blackie & Son Ltd., 1990. Brak numerów stron w książce
- Kazimierz Kuratowski, Rachunek różniczkowy i całkowy. Funkcje jednej zmiennej, Warszawa: PWN, 1961.
- Lech Górniewicz, Roman S. Ingarden Analiza matematyczna dla fizyków tom 1: Toruń, Wydawnictwo Uniwersytetu Mikołaja Kopernika, 1994.